# Sabine Jörg
Sabine Jörg (* 10. November 1948 in Alsfeld als Sabine Wagner) ist eine deutsche Schriftstellerin, Journalistin und bildende Künstlerin.

## Leben
Sabine Jörg wuchs in Bremen auf. Sie absolvierte ein Studium der Psychologie an den Universitäten Marburg und Bochum, das sie 1972 mit dem Grad einer Diplom-Psychologin abschloss. 1975 promovierte sie in Bochum mit einer Arbeit über ein Thema aus dem Gebiet der Sprach- und Wahrnehmungspsychologie zum Doktor der Philosophie.
Anschließend schrieb sie wissenschaftliche Beiträge zum Einfluss der Medien auf die kindliche Entwicklung und wirkte bei ARD und ZDF mit bei der Programmplanung, u. a. für die Kinderserie Löwenzahn. Seit den 1980er Jahren veröffentlichte sie zahlreiche Kinderbücher. Daneben ist sie als Fotografin tätig. Sie lebt heute in München.
Sabine Jörg verfasst erzählende Werke, Texte zu Bilderbüchern, Drehbücher zu Fernsehfilmen und Theaterstücke. Sie ist Mitglied des Verbandes Deutscher Schriftsteller und der GEDOK.
1994 erhielt sie gemeinsam mit Ingrid Kellner den Eulenspiegelpreis für ihr Werk Der Ernst des Lebens.

## Werke
Autorschaft
- als Sabine Wagner: Der Einfluß der Wahrnehmung unangenehmer visueller Reize auf die nachfolgende Beurteilung des Eindrucksgehaltes von Bildvorlagen, Marburg 1969, OCLC 177162220 Semesterarbeit Universität Marburg 1969.
- Der Einfluß sprachlicher Bezeichnungen auf das Wiedererkennen von Bildern (= Studien zur Sprachpsychologie, Band 6), Huber, Bern u. a. 1978, ISBN 3-456-80622-1.
- mit Hertha Sturm: Informationsverarbeitung durch Kinder (= Schriftenreihe des Internationalen Zentralinstituts für das Jugend- und Bildungsfernsehen, Band 12). Sauer, München u. a. 1980, ISBN 3-598-20752-2.[1]
- Kinder- und Jugendfernsehen in 44 Ländern, Internationales Zentralinstitut für das Jugend- und Bildungsfernsehen, Stiftung Prix Jeunesse, München 1980, DNB 209282002.
- Ach, Roberta! Aufregung um ein Kätzchen, Illustrationen Fritz Goller, Schneider, München 1981, ISBN 3-505-08109-4.
- Der kleine Waldzauberer, München u. a. 1984 (zusammen mit Mario Kessler), ISBN 3-505-08939-7
- Unterhaltung im Fernsehen, Saur, München u. a. 1984, ISBN 3-598-20758-1
- Per Knopfdruck durch die Kindheit, die Technik betrügt unsere Kinder Quadriga, Weinheim / Berlin 1987, ISBN 3-88679-808-9.
- Zwei Schweinchen sehen fern, München 1987 (zusammen mit Daniele Winterhager), ISBN 3-505-09586-9
- Bernd, Glotzo und Felicitas, Frankfurt am Main 1988 (zusammen mit Rosi Vogel), ISBN 3-425-01188-X
- Molli Maulwurf und das Dideldudelding, München 1988, ISBN 3-505-09887-6
- Mila will nicht warten, München 1989, ISBN 3-505-04144-0
- So groß ist der Mond!, München 1989, ISBN 3-423-07596-1
- Und Freunde werden wir doch!, Wien 1990, ISBN 3-8000-2332-6
- Liebe Mila, freche Mila, München 1991, ISBN 3-505-04351-6
- Rattenschwanz und Wörtertanz, Wien u. a. 1991 (zusammen mit Rosi Vogel), ISBN 3-219-10486-X
- Das einsame Pony, München 1992 (zusammen mit Jo Martin), ISBN 3-505-04678-7
- Mein Pony bleibt bei mir, München 1992, ISBN 3-505-04398-2
- Der Ernst des Lebens, Stuttgart u. a. 1993 (zusammen mit Ingrid Kellner), ISBN 978-3-522-43155-2
- Kamera ab für Hildegard Huhn, München 1993 (zusammen mit Lucia Obi), ISBN 3-505-04890-9
- Warum das Meer so blau ist, Stuttgart u. a. 1994 (zusammen mit Rosi Vogel), ISBN 3-522-43166-9
- Hallo Joko! Hallo Anna!, Würzburg 1995 (zusammen mit Hildegard Müller), ISBN 3-401-07216-1
- Wiedersehen in Falun, Stuttgart u. a. 1996 (zusammen mit Daniele Winterhager), ISBN 3-522-43217-7
- Schulklassen-Geschichten, Würzburg 1997 (zusammen mit Julia Ginsbach), ISBN 3-401-07329-X
- Überraschung mit Apoll, München 1997, ISBN 3-505-10510-4
- Das will ich wissen – der Flughafen, Würzburg 1997 (zusammen mit Stephan Baumann), ISBN 3-401-04805-8
- Zottelhase, Osterhase, Würzburg 1997 (zusammen mit Gisela Dürr), ISBN 3-401-07330-3
- Echte Freunde, München
  - 1. Die beiden Ausreißer, 1998, ISBN 3-505-10847-2
  - 2. Zwillinge abzugeben!, 1998, ISBN 3-505-10848-0
  - 3. Glück gehabt, Karo!, 1999, ISBN 3-505-10998-3
  - 4. Spürnase Moritz, 1999, ISBN 3-505-11078-7
  - 5. Ein Affe auf der Leiter, 2000, ISBN 3-505-11243-7
- Mina & Bär, Gossau, Zürich u. a. 1998 (zusammen mit Alexander Reichstein), ISBN 3-85195-592-7
- Sevi Schraubenschlüssel und das verschwundene Fahrrad, München 1998, ISBN 3-505-10780-8
- So groß ist der Mond und andere Gutenachtgeschichten, München 1999 (zusammen mit Regine Altegoer), ISBN 3-423-07596-1
- Viel Spaß im Klassenzimmer, Würzburg 2000 (zusammen mit Julia Ginsbach), ISBN 3-401-07981-6
- Detektivgeschichten, Würzburg 2001 (zusammen mit Jutta Garbert), ISBN 3-401-07832-1
- Max gehört dazu!, Esslingen u. a. 2001 (zusammen mit Susanne Krauß), ISBN 3-480-21545-9
- Michi teilt mit Mona, Esslingen u. a. 2002 (zusammen mit Susanne Krauß), ISBN 3-480-21804-0
- Pauli und die Meistersinger, Pullach am Isartal 2004, Theaterstück
- Rendez-vous mit Haidhausen, München 2004, ISBN 3-00-013923-0
- Die parfümierte Schlachtschüssel, Icking 2006, ISBN 3-00-018234-9
- Geklontes Glück, Hamburg 2009, Theaterstück
- Wünsche unter freiem Himmel, München 2013, ISBN 978-3-00-018013-2
- Der Ernst des Lebens, Stuttgart, 2015 (zusammen mit Antje Drescher), ISBN 978-3-522-43766-0
- Wiedersehen mit Haidhausen, München 2015, ISBN 978-3-86222-189-9
- Wiedersehen mit Haidhausen, Ein Münchner Viertel in den 1970er Jahren, München 2015, ISBN 978-3-86222-189-9
- Neues vom Ernst des Lebens, Stuttgart 2017, ISBN 978-3-522-18453-3
- Der Ernst des Lebens: Den Schulweg gehen wir gemeinsam, Stuttgart 2021 (zusammen mit Anne-Kathrin Behl), ISBN 978-3-522-45955-6
- Der Ernst des Lebens: Mein Album vom 1. Schultag, Stuttgart 2022 (zusammen mit Anne-Kathrin Behl), ISBN 978-3-522-18597-4
- Der Ernst des Lebens: Eine Stunde voller Wörterwunder und Zahlenzauber, Stuttgart 2023 (zusammen mit Anne-Kathrin Behl), ISBN 978-3-522-46026-2

Herausgeberschaft
- Spaß für Millionen, Berlin 1982